# Omul cu un pantof roșu
Omul cu un pantof roșu (în engleză The Man with One Red Shoe) este un film de comedie american din 1985 regizat de Stan Dragoti și cu Tom Hanks și Dabney Coleman în rolurile principale. El este un remake al filmului francez Marele blond cu un pantof negru (1972), cu Pierre Richard și Mireille Darc.

## Rezumat
Un agent secret al CIA este arestat în Maroc sub acuzația de trafic de droguri. Persoana din spatele operațiunii de contrabandă este directorul adjunct al CIA, Burton Cooper, care speră că scandalul rezultat va duce la demisia directorului Ross și promovarea lui Cooper în funcția de director. Ross este conștient că această acțiune s-a derulat cu complicitatea lui Cooper, dar, atunci când este interogat de o comisie specială a Senatului cu privire la arestarea agentului secret, afirmă că nu a analizat toate aspectele cazului. Comitetul ordonă o anchetă completă și îi acordă lui Ross un termen de 48 de ore pentru a prezenta răspunsurile adecvate.
Ross elaborează un plan pentru demascarea lui Cooper. Știind că i-au fost amplasate microfoane în casă de către oamenii lui Cooper, el lansează intenționat un zvon că va sosi în aceeași zi la aeroport un bărbat care îl va scăpa de acuzații și îi ordonă lui Brown, asistentul său, să-l întâmpine și să-l aducă. Cooper, disperat să afle cine este omul misterios, își trimite propriii agenți să-l urmărească pe asistentul lui Ross. Brown merge la aeroport cu instrucțiunea de a alege la întâmplare pe cineva din mulțime, implicându-i pe Cooper și echipa lui într-o goană sălbatică.

## Distribuție
- Tom Hanks — Richard Drew
- Dabney Coleman — Burton Cooper
- Lori Singer⁠(d) — Maddy
- Charles Durning⁠(d) — Ross
- Carrie Fisher — Paula
- Jim Belushi — Morris
- Edward Herrmann⁠(d) — Brown
- David Ogden Stiers — dirijorul orchestrei
- Irving Metzman — Virdon
- Pete Cody — băiatul cu pisică din avion
- Tom Noonan — Reese
- Gerrit Graham⁠(d) — Carson
- David L. Lander⁠(d) — Stemple
- Art LaFleur⁠(d) — agent CIA

## Lansare
Filmul a fost considerat o dezamăgire la box office. Lansat de 20th Century Fox în iulie 1985, s-a aflat pe locul 7 ca valoare a încasărilor în primul weekend și a adus încasări de doar 8.645.411 dolari în timpul scurtei perioade în care a rulat în cinematografele americane.